# Лаура Бенкарт
Лаура Анна Бенкарт (нім. Laura Anna Benkarth, 14 лютого 1992, Фрайбург) — німецька футболістка, олімпійська чемпіонка. Воротар футбольної команди «Баварія» та національної збірної Німеччини.

## Ігрова кар'єра
Вихованка місцевого спортивного клубу «Фрайбург». 
У дорослому футболі дебютувала 20 вересня 2009 виступами в основному складі клубу «Фрайбург». У першому сезоні в основному складі провела лише 13 матчів. У другому сезоні вже відіграла 22 матчі під першим номером. З 2014 Лаура капітан команди.

## Збірна
У складі юніорської збірної Німеччини провела 11 матчів.
У складі молодіжної збірної Німеччини, провела 10 матчів. 
У складі національної збірної Німеччини дебютувала 19 червня 2013 року в товариському матчі проти збірної Канади. Після цього матчу Мелані потрапила до заявки збірної Німеччини на чемпіонат Європи 2013.
Олімпійська чемпіонка 2016.

## Титули і досягнення

### Збірна
- Чемпіонка Європи серед юніорок (U-17) (1): 2009
- Чемпіонка світу серед юніорок (U-20) (1): 2010
- Чемпіонка світу (1): 2013
- Олімпійська чемпіонка (1): 2016.